# Ruokojärvi (sjö i Nyslott, Södra Savolax, 61,6 N, 29,14 Ö)
Ruokojärvi är en sjö i kommunen Nyslott i landskapet Södra Savolax i Finland. Sjön ligger 91,9 meter över havet. Arean är 74 hektar och strandlinjen är 5,32 kilometer lång. Sjön  ingår i Vuoksens huvudavrinningsområde.   Den ligger omkring 98 kilometer öster om S:t Michel och omkring 280 kilometer nordöst om Helsingfors. 